# シュウーロン
シュウーロンあるいはシュウーロング（学名 Xuwulong：「敘五の竜」の意味）は、前期白亜紀（アプチアン期・アルビアン期）に現在の中国北西部甘粛省酒泉市の俞井子盆地に生息した、ハドロサウルス上科の恐竜の属。本属は新民堡層群から産出した完全な頭蓋骨、ほぼ完全な軸骨格、完全な左腰帯を含むホロタイプ標本GSGM F00001から知られている。シュウーロンは2011年に尤海魯 (YOU Hailu)、李大慶 (LI Daqing)、LIU Weichangによって命名され、模式種はシュウーロン・ユエルニ（Xuwulong yueluni）。属名と種小名は両方とも、甘粛地質博物館の創始者である王曰倫 (WANG Yuelun) 教授にちなむ。種小名 "yueluni" は彼の諱（いみな）に、属名は彼の字（あざな）である敘五 (Xuwu) に由来する。

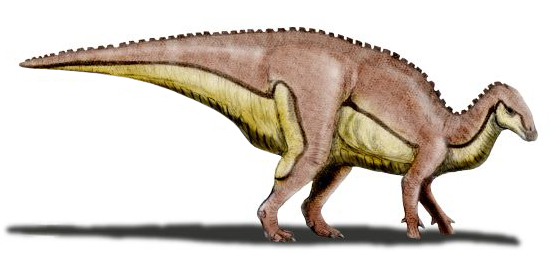
シュウーロンの想像図